# 伊萨泰·阿卜杜卡里莫夫
伊萨泰·阿卜杜卡里莫维奇·阿卜杜卡里莫夫，（俄語：Исатай Абдукаримович Абдукаримов，1923年5月15日—2001年4月7日），哈萨克族，苏联党和国家领导人。曾任共青团克孜勒奥尔达州委第一书记、哈共克孜勒奥尔达州委第一书记、哈萨克苏维埃社会主义共和国最高苏维埃主席团主席等职。

## 生平
- 1923年5月15日出生于锡尔河州奥兹根特村的一个伊斯兰教神职人员家庭。
- 1935年-1940年，克孜勒奥尔达农业学院学习。
- 1940年，克孜勒奥尔达州扎纳科尔甘区《强调报》编辑。
- 1941年-1945年，苏联红军服役，任步兵团团长。1944年加入联共（布）。1946年以陆军中校军衔退役。
- 1946年-1947年，共青团克孜勒奥尔达州扎纳科尔甘区团委第二书记。
- 1947年-1948年，共青团克孜勒奥尔达州卡尔马克希区团委第一书记。
- 1949年-1952年，克孜勒奥尔达州党委讲师，部门负责人。1952年毕业于克孜勒奥尔达果戈里师范学院。
- 1952年-1953年，共青团克孜勒奥尔达州团委第一书记。
- 1953年-1955年，克孜勒奥尔达区区长，克孜勒奥尔达州农业厅副厅长。1954年毕业于苏共中央高级党校。
- 1955年-1962年，哈共克孜勒奥尔达州希耶利区党委书记、第一书记。1962年毕业于克孜勒奥尔达水利学校。
- 1962年-1972年，哈共克孜勒奥尔达州卡尔马克希区、扎拉加什区区委第一书记。
- 1972年10月-1978年12月，哈共克孜勒奥尔达州委第一书记。
- 1978年12月-1979年12月，哈萨克苏维埃社会主义共和国最高苏维埃主席团主席。期间，1974年-1980年，苏联最高苏维埃主席团副主席。
- 1979年12月-1981年，哈萨克苏维埃社会主义共和国最高苏维埃主席团副主席。期间，1980年-1981年，克孜勒奥尔达州瑟尔达里亚区区长。
- 1981年起退休。
- 2001年4月7日于阿拉木图逝世，享年77岁。

阿卜杜卡里莫夫是苏共24-25大代表，第9-10届苏联最高苏维埃民族院代表，第5,9届哈萨克苏维埃社会主义共和国最高苏维埃代表。

## 政绩
在担任哈共克孜勒奥尔达州扎拉加什区委第一书记期间，他组织该地区的集体农庄工人超额完成了“八五”计划。八五计划（1966-1970年）期间，全区水稻播种面积由1966年的9200公顷扩大到1970年的13600公顷。水稻产量相应地从每公顷2.92吨增加到4.24吨。五年内，大米的产量和向国家的销售量增长了两倍半。畜牧业五年计划也超额完成：牛产量达到计划的105.9%，羊为103.2%。1970年，每100只母羊生产106只羔羊。克孜勒奥尔达州向苏联输送肉类的产量显着增加。
为表彰在发展农业和农畜产品对国家销售五年计划方面取得的显著成就，1971年4月8日，苏联最高苏维埃主席团向伊萨泰· 阿卜杜卡里莫夫授予社会主义劳动英雄称号，并授予列宁勋章和镰刀铁锤金质奖章。

## 荣誉
- 社会主义劳动英雄称号（1971）
- 两次列宁勋章（1966,1971）
- 十月革命勋章（1973）
- 二级卫国战争勋章（1985）
- 荣誉勋章（1958）